# Micracanthorhynchina golvani
Micracanthorhynchina golvani is een soort in de taxonomische indeling van de Acanthocephala (haakwormen). De worm wordt meestal 1 tot 2 cm lang. Ze komen algemeen voor in het maag-darmstelsel van ongewervelden, vissen, amfibieën, vogels en zoogdieren.
De haakworm komt uit het geslacht Micracanthorhynchina en behoort tot de familie Rhadinorhynchidae. Micracanthorhynchina golvani werd in 1992 beschreven door N. K. Gupta & Sinha.